# Белоусов, Юрий Леонидович
Юрий Леонидович Белоусов (14 ноября 1945, Троицк, Челябинская область — 4 мая 2000, Екатеринбург) — советский и российский инженер и исследователь в области стекла и ситаллов; вместе с коллегами первым в СССР внедрил беспылевую запайку медицинских ампул.
Является автором или соавтором книг и публикаций, а также более десяти изобретений в области стеклокристаллических материалов, цветного стекла, пеностекла и керамических глазурей.

## Биография
Родился 14 ноября 1945 года в городе Троицке Челябинской области. Отец происходил из украинских крестьян (Белоусы) Полтавской губернии, которые приехали на Урал в начале XX века, чтобы получить землю, обещанную реформой П. А. Столыпина. Мать Юрия происходила из семьи поволжских татар, переехавших после Октябрьской революции в 1921 г. на Урал. Дед по материнской линии был директором одного из первых советских банков в Саратовской области.
В 1964 году Юрий поступил в Уральский политехнический институт, учился на кафедре технологии стекла. После окончания вуза продолжил свое образование в аспирантуре. В 1974 году защитил кандидатскую диссертацию в области стекла по теме промышленных шлаков и затем начал работать в одном из научно-исследовательских институтов Урала, где занимался вопросами термостойкости глазури и огнеупорными материалами. В 1978 году о его исследованиях рассказывалось в документальном фильме Свердловской киностудии. В конце 1970-х годов Юрий Белоусов как молодой специалист вместе с семьей переехал в г. Белгород в молодой тогда институт БТИСМ (ныне Белгородский государственный технологический университет), основанный известным советским учёным-исследователем, сделавшим научное открытие, и первым ректором этого вуза В. А. Ивахнюком (1929—2009).
За время работы в институте совместно с ленинградским учёным О. В. Мазуриным, Ю. Л. Белоусов написал книгу «Отжиг и закалка стекла», популярную среди инженеров-стекольщиков. В 1988 году Белоусов и Мазурин совместно с другими учёными первыми в СССР разработали технологию беспылевой запайки медицинских стеклянных ампул. В конце 1980-х годов Ю. Л. Белоусов со своими коллегами разработали ряд промышленных стекол и решили ряд важнейших проблем в области стекольной промышленности. За вклад в технологию производства силикатных материалов, в 1983 году Юрий Белоусов был награждён серебряной медалью ВДНХ СССР.
Главным достижением Ю. Л. Белоусова была разработка большого оригинального метода расчета вязкости силикатных расплавов на основе известных уравнений вязкости и баз данных, позволяющего теоретически получать величины вязкости стекол и цементных расплавов в различных диапазонах температур без проведения длительных и дорогостоящих опытов.
Под его руководством было подготовлено несколько кандидатских диссертаций, три из которых были защищены уже после его смерти.
Умер 4 мая 2000 года в Екатеринбурге. Похоронен в г. Троицке.

## Некоторые публикации (на английском языке)
- Min'Ko, N. I.; Belousov, Yu. L.; Ermolenko, K. M.; Firsov, V. A. N. I. Min'ko, Yu. L. Belousov, K. M. Ermolenko, V. A. Firsov. Foam material based on crystallized glasses / Glass and Ceramics, October 1986, Volume 43, Issue 10, pp 445-447 (англ.) // Glass and Ceramics : journal. — 1986. — Vol. 43, no. 10. — P. 445. — doi:10.1007/BF00699804.
- Belousov, Yu. L.; Firsov, V. A.; Donskoi, E. S.; Grebenyuk, D. S.; Savchenko, A. P. Yu. L. Belousov, V. A. Firsov etc. Optimizing annealing of bottles for sparkling wines / Glass and Ceramics, January 1990, Volume 47, Issue 1, pp 7-10 (англ.) // Glass and Ceramics : journal. — 1990. — Vol. 47. — P. 7. — doi:10.1007/BF00678253.
- Belousov, Yu. L. Yu. L. Belousov. Reasons for the contamination of medicinal ampuled preparations with glass dust / Glass and Ceramics, July 1992, Volume 49, Issue 7, pp 342-344 (англ.) // Glass and Ceramics : journal. — 1992. — Vol. 49, no. 7. — P. 342. — doi:10.1007/BF00677455.
- Belousov, Yu. L.; Sopin, Yu. P. Yu. L. Belousov, Yu. P. Sopin. Optimization of the annealing process of piece glassware / Glass and Ceramics, April 1993, Volume 50, Issue 4, pp 158-161 (англ.) // Glass and Ceramics : journal. — 1993. — Vol. 50, no. 4. — P. 158. — doi:10.1007/BF00679410.
- Belousov, Yu. L.; Pushkareva, M. V. Yu. L. Belousov, M. V. Pushkareva. Calculation of the viscosity of glasses and melts based on rocks and industrial waste products / Glass and Ceramics, July 1993, Volume 50, Issue 7, pp 300-303 (англ.) // Glass and Ceramics : journal. — 1993. — Vol. 50, no. 7. — P. 300. — doi:10.1007/BF00683668.